# Marcello (fratello di Giustino II)
Marcello (in greco Μάρκελλος?; fl. VI secolo) è stato un generale e nobile bizantino.

## Biografia
Marcello era figlio di Vigilanza, sorella dell'imperatore Giustiniano, e di Dulcidio, e di conseguenza fratello dell'imperatore Giustino II e di Preieta.
Si sposò con Giuliana, figlia di Flavio Anastasio Paolo Probo Moschiano Probo Magno, console dell'anno 518 e imparentato con l'imperatore Anastasio I (regno 491-518). Giuliana professava la fede monofisita e, nonostante conoscesse l'imperatore Giustino II, durante il suo regno fu perseguitata per la confessione religiosa diversa. Fu infatti confinata in un monastero a Calcedonia e costretta a svolgere i compiti più umili fino a quando non accettò di comunicarsi, rinunciando in tal modo, almeno esteriormente, al monofisismo.
Nel 544, Marcello fu promosso al grado di generale, insieme a Costantiniano, e combatté nella guerra lazica, al tempo in svolgimento, contro i soldati della Persia sasanide; egli sostituì i generali, morti in combattimento, Giusto, cugino di Giustiniano e quindi zio di Marcello, e Peranio. Secondo lo storico bizantino Procopio, al tempo della nomina a generale Marcello era ancora molto giovane, «appena arrivato all'età della virilità». Delle sue gesta belliche nessuna fu scritta e la guerra si risolse presto mediante una tregua.
Marcello ricompare nelle cronache nel 562, quando una grande orda di Bulgari invase i Balcani e razziò la Tracia avvicinandosi pericolosamente alla capitale bizantina Costantinopoli. Giustiniano affidò a Marcello il compito di guidare le truppe per sconfiggere gli invasori.
Viene nuovamente menzionato nelle cronache, questa volta con il titolo di patrizio, alla fine del 565, quando ebbe un ruolo importante, insieme a Baduario, nella cerimonia di incoronazione a imperatore del fratello Giustino.
È sconosciuta la data della sua morte però dalle fonti dell'epoca si conosce che intorno al 582/83, il suo patrimonio fu diviso dal nuovo imperatore Maurizio (r. 582–602) tra il padre di quest'ultimo Paolo e il fratello Pietro.